# Ben Chaplin
Pour les articles homonymes, voir Chaplin (homonymie).
Ben Chaplin (né Benedict John Greenwood) né le 31 juillet 1970 à Windsor, près de Londres (Royaume-Uni) est un acteur et scénariste britannique.
Il est le fils de Cynthia Chaplin, un professeur, et de Peter Greenwood, un ingénieur. Il a pris Chaplin comme nom d’acteur ; il s'agit du nom de sa mère mais la famille n'a aucun lien de parenté avec Charlie Chaplin.
Chaplin s’intéresse au métier d'acteur à l'adolescence. À 17 ans, il s'inscrit à l'école de musique et d'art dramatique Guildhall de Londres. Il poursuit sa carrière tout en effectuant de petits métiers (il réalise par exemple des travaux de secrétariat ou des études statistiques pour l'autorité de transport de Londres). Chaplin commence par la suite à apparaître dans des drames de la BBC et divers films britanniques.

## Biographie
Diplômé de la Guildhall School of Music and Drama, en Angleterre, Ben Chaplin fait ses débuts de comédien en interprétant un valet dans Les Vestiges du jour de James Ivory. Il se montre ensuite très actif à la télévision.
En 1996, il part tenter sa chance à Hollywood. Il décroche alors le rôle de Brian, le prétendant d'Uma Thurman, dans la comédie romantique Entre chiens et chats de Michael Lehmann. Il enchaîne avec Washington square, l'adaptation cinématographique du roman d'Henry James, signée Agnieszka Holland. En 1998, Ben Chaplin accède à la consécration en partant au combat avec Sean Penn, Nick Nolte et John Cusack dans l'épopée guerrière et philosophique La Ligne rouge de Terrence Malick. Son interprétation ayant conquis le maître, l'acteur collabore à nouveau avec ce dernier sur la fresque Le Nouveau Monde (2005).
Il a pour partenaires féminines Winona Ryder dans le film fantastique Les Âmes perdues (2001), Michelle Yeoh dans le film Le Talisman (2002), Sandra Bullock dans le thriller Calculs meurtriers (2002) de Barbet Schroeder ou encore Nicole Kidman dans la comédie dramatique Nadia (2003). Acteur de théâtre accompli, Ben Chaplin revient à sa première passion en 2004 en s'illustrant dans Stage beauty de Richard Eyre. Il intègre par la suite la distribution prestigieuse du drame choral de Martha Fiennes, Chromophobia, présenté en clôture du Festival de Cannes 2005.

## Filmographie
- 1992 : Bye Bye Baby (TV) : Leo
- 1992 : A Fatal Inversion (TV) : Messenger
- 1992 : The Borrowers (TV)
- 1993 : Les Vestiges du jour (The Remains of the Day) : Charlie (head footman)
- 1993 : The Return of the Borrowers (TV) : Ditchley
- 1994 : A Few Short Journeys of the Heart (TV) : Tim Bone / Fierce Man
- 1995 : Resort to Murder (feuilleton TV) : Joshua Penny
- 1995 : Game On (série télévisée) : Matthew Malone
- 1995 : Feast of July : Con Wainwright
- 1996 : Entre chiens et chats (The Truth About Cats & Dogs) : Brian
- 1997 : Washington Square : Morris Townsend
- 1998 : La Ligne rouge (The Thin Red Line) : Soldat Jack Bell
- 2000 : Les Âmes perdues (Lost Souls) : Peter Kelson
- 2001 : Nadia (Birthday Girl) : John
- 2002 : Calculs meurtriers (Murder by Numbers) : Sam Kennedy
- 2002 : Le Talisman (The Touch) : Eric
- 2004 : Stage Beauty : George Villiars, duc de Buckingham
- 2005 : Two Weeks : Keith Bergman
- 2005 : Chromophobia : Trent
- 2005 : Le Nouveau Monde (The New World) : Robinson
- 2007 : Le Dragon des mers : La Dernière Légende : Jay Russell
- 2008 : Me and Orson Welles de Richard Linklater : George Coulouris
- 2009 : Le Portrait de Dorian Gray : Basil Hallward
- 2010 : Ways to Live Forever (adaptation du roman Quand vous lirez ce livre de Sally Nicholls)
- 2011 : Mad Dogs (série télévisée) : Alvo
- 2011 : London Boulevard : Billy Norton
- 2011 : Twixt de Francis Ford Coppola : Edgar Allan Poe
- 2013 : Un monde sans fin (World Without End) (mini-série) : Sir Thomas Langley/Édouard II
- 2013 : Dates (série télévisée) : Stephen
- 2013 : Wipers Times (adaptation TV de l'histoire du Wipers Times) : Captain Fred Roberts
- 2015 : Cendrillon de Kenneth Branagh : le père de Cendrillon
- 2016 : Snowden d'Oliver Stone : Robert Tibbo
- 2017 : My Lady (The Children Act) de Richard Eyre : Kevin Henry
- 2017 : Sous influence (Apple tree yard) (mini-série télévisée) : Mark Costley
- 2018 : Press (série TV) : Duncan Allen
- 2021 : The Dig : Stuart Piggott
- depuis 2021 : The Nevers : détective Frank Mundi
- 2024 : September 5 de Tim Fehlbaum : Marvin Bader

## Voix françaises
| - Pierre Tessier dans : - Les Âmes perdues - Le Dragon des mers : La Dernière Légende - Cendrillon - My Lady - The Nevers (série télévisée) - Renaud Marx dans : - Calculs meurtriers - London Boulevard - Emmanuel Curtil dans : - Le Talisman - Chromophobia | - David Krüger dans : - Mad Dogs (série télévisée) - 5 septembre et aussi - Serge Faliu dans Les Vestiges du jour - Jérôme Keen dans Entre chiens et chats - Jean-Pierre Michael dans Nadia - Gabriel Le Doze dans Stage Beauty - Constantin Pappas dans Two Weeks - Bernard Gabay dans Twixt - Philippe Vincent dans Kiss Me First (série télévisée) - Bruno Choël dans Sous influence (série télévisée) - Arnaud Arbessier dans The Dig |